# 神经节苷脂
神经节苷脂（英語：Ganglioside；又称唾液酸鞘糖脂），是含有唾液酸的鞘糖脂。

## 结构
- 结构为：半乳糖-N-乙酰半乳糖胺-半乳糖-(葡萄糖-神经酰胺)-唾液酸

## 存在
- 神经节苷脂在大腦灰质和胸腺中含量特别丰富
- 也存在于红细胞、白细胞、血清、肾上腺和其他脏器中
- 是中枢神经系统某些神经元膜的特征脂组分
- 也存在于乙酰胆碱和其他神经遞质的受体部位
- 與細胞的癌化、分化有關

## 作用
- 神经节苷脂与神经元的神经冲动传递有关
- 也与血型专一性和组织器官专一性有关
- 与组织免疫和细胞识别有关

## 医学
- 神经节苷脂会在一定遗传病(如Tay-Sachs病)患者脑中积累
- 可用于医治神经细胞的损害。